# バルディビア国際映画祭
バルディビア国際映画祭（スペイン語: Festival Internacional de Cine de Valdivia）は、チリ・ロス・リオス州バルディビアで毎年10月に開催される国際映画祭。略称はFICVまたはFICVALDIVIA。

## 歴史
1993年、アウストラル・デ・チレ大学映画研究会の30周年を祝って映画祭が初開催された。1994年にはバルディビア・シネ&ビデオと銘打ったイベントが開催された。2001年には長編作品部門が設置され、やがてチリでもっとも重要な映画祭へと成長した。

## 部門

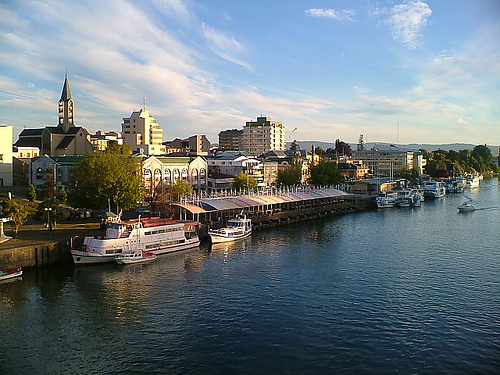
バルディビアの町

- 国際長編映画部門

国際作品賞
審査員特別賞
審査員特別な視点賞
- チリ映画部門

国内作品賞
審査員特別賞
- 国際短編映画部門

短編作品賞
- 映画学校賞

短編作品賞

## 歴代受賞作
| 回 | 年   | 国際作品賞                                                         | 国内作品賞                                          |
| -- | ---- | ------------------------------------------------------------------ | --------------------------------------------------- |
| 1  | 1994 | —                                                                  | 『Wichan』                                          |
| 2  | 1995 | —                                                                  | 『Largadistancia』                                  |
| 3  | 1996 | 『Cuesta abajo』                                                   | 『El último cierra la puerta』                      |
| 4  | 1997 | 『テシス 次に私が殺される』（アレハンドロ・アメナーバル）          | —                                                   |
| 5  | 1998 | 『Martín (Hache)』（アドルフォ・アリスタライン）                   | —                                                   |
| 6  | 1999 | 『Tierra』（フリオ・メデム）                                       | —                                                   |
| 7  | 2000 | 『アモーレス・ペロス』（アレハンドロ・ゴンサレス・イニャリトゥ）   | 『Mi famosa desconocida』                           |
| 8  | 2001 | 『花様年華』（ウォン・カーウァイ）                                 | —                                                   |
| 9  | 2002 | 『A la izquierda del padre』（ルイス・フェルナンド・カルバーリョ） | 『Estación de invierno』（パメラ・エスピノサ）      |
| 10 | 2003 | 『月曜日にひなたぼっこ』（フェルナンド・レオン・デ・アラノア）     | 『Cesante』（リカルド・アムナテギ）                 |
| 11 | 2004 | 『Machuca』（アンドレス・ウッド）                                  | 『Machuca』（アンドレス・ウッド）                   |
| 12 | 2005 | 『El niño dormido』（Yasmine Kassari）                             | 『Mi mejor enemigo』（アレックス・ボウェン）        |
| 13 | 2006 | 『ある子供』（ダルデンヌ兄弟）                                     | 『Días de campo』（ラウル・ルイス）                 |
| 14 | 2007 | 『長江哀歌』（ジャ・ジャンクー）                                   | 『Mirageman』（エルネスト・ディアス・エスピノサ）   |
| 15 | 2008 | 『私たちの好きな八月』（ミゲル・ゴメス）                           | 『El regalo』（クリスティアン・ガラス）             |
| 16 | 2009 | 『La Pivellina』（Tizza CoviとRainer Frimmel）                     | 『La nana』（セバスティアン・シルバ）               |
| 17 | 2010 | 『Verano de Goliat』（ニコラス・ペレーダ）                         | 『Perro muerto』（カミーロ・ベセーラ）              |
| 18 | 2011 | 『Nana』（Valérie Massadian）                                      | 『Música campesina』（アルベルト・フゲ）            |
| 19 | 2012 | 『De jueves a domingo』（ドミンガ・ソトマジョール）                | 『Donde vuelan los cóndores』（カルロス・クレイン） |
| 20 | 2013 | 『E Agora? Lembra-Me』（ジョアキン・ピント）                       | 『Raíz』（マティアス・ロハス・バレンシア）          |